# Ulrich Zachert
Ulrich Zachert (* 1. Februar 1943 in Berlin; † 9. September 2009 bei Cuxhaven) war ein deutscher Jurist und Professor für Arbeitsrecht am Fachbereich Sozialökonomie der Universität Hamburg, vormals Hamburger Universität für Wirtschaft und Politik.

## Leben
Nach dem Abitur studierte Ulrich Zachert zunächst Anglistik und Germanistik in Berlin und anschließend bis 1967 Rechtswissenschaften an der Georg-August-Universität Göttingen. Nach dem ersten juristischen Staatsexamen war er von 1967 bis 1968  Stipendiat des DAAD in Grenoble. 1969 promovierte er mit der Arbeit Gefährdungshaftung und Haftung aus vermutetem Verschulden im deutschen und französischen Recht zum Dr. jur. Nach dem zweiten juristischen Staatsexamen übernahm er 1972 die stellvertretende Leitung der Rechtsabteilung der Hauptverwaltung der Gewerkschaft Nahrung-Genuss-Gaststätten in Hamburg. 1973 wurde er juristischer Referent bei der Hans-Böckler-Gesellschaft in Düsseldorf. Von 1974 bis 1981 war Zachert Referent für Arbeits- und Wirtschaftsrecht beim Wirtschafts- und Sozialwissenschaftlichen Institut des DGB in Düsseldorf.
Von 1981 bis zu seiner Emeritierung 2008 war er Professor für Arbeitsrecht an der Hamburger Universität für Wirtschaft und Politik, bzw. seit 2005 im Fachbereich Sozialökonomie der Universität Hamburg. Er war Ehrenamtlicher Richter am Bundesarbeitsgericht.
Ulrich Zachert war Gastprofessor an mehreren ausländischen Universitäten, darunter in Saint-Étienne (1987), Montpellier (1992), Castilla-La Mancha (1992), Ferrara (1993) und Trento (1994 und 2006). Seit Anfang der 1980er Jahre war er ein von der IG Metall bestellter ehrenamtlicher Richter beim Bundesarbeitsgericht und Arbeitnehmervertreter im Aufsichtsrat der Thyssen-Henrichshütte. Er war Mitglied der SPD und wohnte in Apensen.
Auch als Hochschullehrer war Zachert eng mit den Gewerkschaften verbunden und hat sich mit zentralen gewerkschaftlichen Schlüsselthemen wie der Mitbestimmung, Tarifvertrag und Arbeitskampf befasst.
Er starb 2009 unter tragischen Umständen im Wattenmeer bei Cuxhaven.

## Werk
Zachert veröffentlichte zahlreiche Schriften zur Koalitionsfreiheit, zum Tarifvertragsrecht, zur betrieblichen Mitbestimmung, zur Unternehmensmitbestimmung sowie zur sozialwissenschaftlichen Analyse und zum internationalen Vergleich des Arbeitsrechts.
2010 erschien in der Nomos Verlagsgesellschaft eine Gedächtnisschrift für Ulrich Zachert, in der sein Lebenswerk gewürdigt wird.

## Schriften (Auswahl)
- Ulrich Zachert: Gefährdungshaftung und Haftung aus vermutetem Verschulden im deutschen und französischen Recht. Metzner, Frankfurt a. M., Berlin 1971, ISBN 3-7875-0149-5.
- Ulrich Zachert: Tarifvertrag – Eine problemorientierte Einführung. Bund-Verlag, Köln 1979, ISBN 3-7663-0279-5.
- Ulrich Zachert: Betriebliche Mitbestimmung – Eine problemorientierte Einführung. Bund-Verlag, Köln 1979, ISBN 3-7663-0280-9.
- Ulrich Zachert, Maria Metzke, Wolfgang Hamer: Die Aussperrung – Zur rechtlichen Zulässigkeit und praktischen Durchsetzungsmöglichkeit eines Aussperrungsverbots. 2. Aufl., Bund-Verlag, Köln 1979, ISBN 3-7663-0259-0.
- Helmut D. Fangmann, Ulrich Zachert: Gewerkschaftliche und politische Betätigung von Richtern. Campus-Verlag, Frankfurt a. M., New York 1986, ISBN 3-593-33573-5.
- Ulrich Zachert (Hrsg.): Die Wirkung des Tarifvertrages in der Krise – Ein Vergleich des Verhältnisses von autonomem Tarifrecht mit staatlichem Recht und anderen arbeitsrechtlichen Schutzebenen in verschiedenen europäischen Ländern. Nomos, Baden-Baden 1991, ISBN 3-7890-2284-5.
- Ulrich Zachert: Beendigungstatbestände im internationalen Vergleich – Eine normative und empirische Bestandsaufnahme. Nomos, Baden-Baden 2004, ISBN 3-8329-0616-9.
- Otto E. Kempen, Ulrich Zachert (Hrsg.): Tarifvertragsgesetz. 4. Aufl. Bund-Verlag, Frankfurt a. M. 2006, ISBN 3-7663-3543-X.
- Florian Schramm, Ulrich Zachert (Hrsg.): Arbeitsrecht in der betrieblichen Anwendung – Mythen und Realität. Rainer Hampp Verlag, München 2008, ISBN 978-3-86618-219-6.
- Ulrich Zachert: Verfahren und Kosten von Betriebsverlagerungen in ausgewählten Europäischen Ländern (= edition Hans Böckler Stiftung. Band 216). Hans-Böckler-Stiftung, Düsseldorf 2008, ISBN 978-3-86593-098-9.
- Ulrich Zachert: Demografischer Wandel und Beschäftigungssicherung im Betrieb und Unternehmen. Informations- und Beteiligungsrechte der Betriebsräte. Edition Hans-Böckler-Stiftung, Düsseldorf 2009, ISBN 978-3-86593-122-1
- Roland Köstler, Ulrich Zachert, Matthias Müller (Hrsg.): Aufsichtsratspraxis – Handbuch für die Arbeitnehmervertreter im Aufsichtsrat. 9. Aufl. Bund-Verlag, Frankfurt a. M. 2009, ISBN 978-3-7663-3902-7.
- Ulrich Zachert: Tarifeinheit durch Satzungsrecht der Gewerkschaften (= edition Hans Böckler Stiftung. Band 243). Hans-Böckler-Stiftung, Düsseldorf 2009, ISBN 978-3-86593-136-8.